# Wingham
Wingham is een civil parish in het bestuurlijke gebied Dover, in het Engelse graafschap Kent met 1775 inwoners.

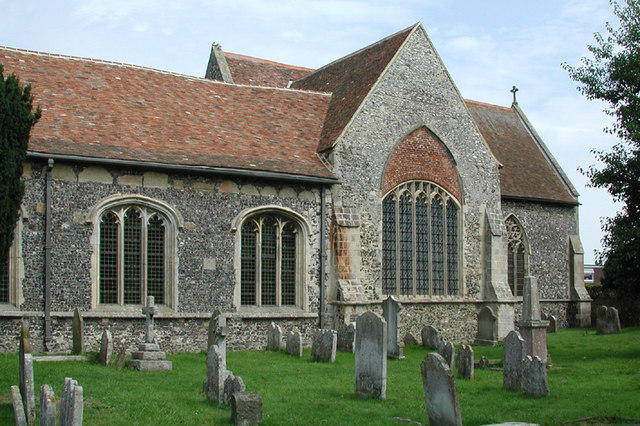
Kerk van St. Mary